# Kawunganten (plaats)
Kawunganten is een bestuurslaag in het regentschap Cilacap van de provincie Midden-Java, Indonesië. Kawunganten telt 8662 inwoners (volkstelling 2010).